# 아파그룹
아파그룹(일본어: アパグループ, APA Group, Always Pleasant Amenities)은 아파호텔(APA Hotels)을 운영하는 일본의 호텔 그룹이다. 아파호텔은 일본에서 150곳 이상에서 운영되고 있다. 아파는 2015년 미국으로 확장하였다. 2015년 11월 13일 아파는 아파호텔 우드브리지(APA Hotel Woodbridge, 이전 명칭 힐튼)를 뉴저지 Iselin에 개장하였다. 아파는 2016년 밴쿠버에 위치한 코스트호텔(Coast Hotels)을 인수하였다. 앞으로 미국에 더 많은 호텔을 개장할 계획이다.

## 안전 문제
2007년에는 여러 APA 호텔이 법적으로 요구되는 구조 강도의 70%만 갖춘 일부 건물의 지진 안전 데이터를 위조한 것으로 밝혀졌다. 이는 건설 비용을 크게 절감했지만 일본은 세계에서 지진이 가장 많이 발생하는 국가 중 하나이기 때문에 고객을 위험에 빠뜨렸다.